# Streptocarpus stomandrus
Streptocarpus stomandrus ampelkornettblomma är en tvåhjärtbladig växtart som beskrevs av Brian Laurence Burtt. Streptocarpus stomandrus ingår i släktet Streptocarpus och familjen Gesneriaceae. Inga underarter finns listade i Catalogue of Life.